# 思い込みは一生の恥!クイズ本当にそれでいいんですね?
『思い込みは一生の恥!クイズ本当にそれでいいんですね?』（おもいこみはいっしょうのはじ くいずほんとうにそれでいいんですね?）は、読売テレビの制作により日本テレビ系列で不定期に放送されていたクイズバラエティ番組である。2008年と2010年の2回放送された。

## 内容
間違った思い込みをされている物事を中心に、○×式の雑学クイズを出題。

## 司会者
- 堀尾正明 （元NHKアナウンサー）（第1回）→国分太一（TOKIO）（第2回）
- 森泉

## ルール

### 共通ルール
10人前後が1チームとなり、雑学の○×クイズに挑戦。
VTRで問題が出題された後、チーム内で最も早くボタンを押した人が、その問題の代表者となる。代表者は、改めて○か×のボタンを押して、解答を決定。なお、司会者から「（本当に）それでいいんですね?」を念を押されて、それに対し「いいんです」と返答するまでは何回でも答えを変える事ができるが、チーム内での相談は厳禁（万が一相談した場合は芸能界を引退と、冗談半分で司会者は脅している）。
正解したらクイズから抜け（勝ち抜け者のモニターには抜けた人数が表示される）、以降の問題は残ったメンバーで同様の流れを繰り返す。
規定の人数が連続で正解できれば賞金獲得。ただし1人でも間違えたら、その時点で全員の勝ち抜けはリセットされ、最初からやり直し。

### 回ごとの特別ルール
第1回
11人1チーム。
10人連続で正解できれば賞金100万円を山分け。ただしチーム内で最後まで残ってしまった1人は、賞金を獲得できない。
1チームに対して最大50問まで出題され、50問以内に10人連続正解を達成できなければチャレンジ失敗。
第2回
8人1チーム。
8人全員が連続で正解できれば、全員のギャラが10万円上乗せされる。
チャンスは、1チームにつき5回まで。

## 解答者

### 第1回
第1チーム
- 勝俣州和
- 篠井英介
- 武田修宏
- 温水洋一
- 東国原英夫
- 半田健人
- ブラックマヨネーズ
- 井上和香
- 小倉優子
- 柴田理恵
- 堀ちえみ

第2チーム
- 高橋英樹
- 丸山和也
- 森永卓郎
- やくみつる
- 山中秀樹
- ラサール石井
- 佐藤ゆかり
- 髙田万由子
- 八田亜矢子
- 眞鍋かをり
- 宮崎美子

### 第2回
高学歴チーム
- 山村紅葉
- やくみつる
- 金子哲雄
- 西川史子
- 山里亮太（南海キャンディーズ）
- 優木まおみ
- 中野裕太
- 吉田たかよし

今が旬な芸能人チーム
- 京本政樹
- 磯野貴理
- 武田修宏
- 島田秀平
- あべこうじ
- 椿鬼奴
- 手島優
- JOY

思い込み芸能人チーム
- 石野真子
- 勝俣州和
- 真琴つばさ
- 新堂冬樹
- ダイアモンド☆ユカイ
- 米良美一
- 大島麻衣
- 山﨑バニラ

## 出題VTR
- 宮川一朗太(第1回)
- いっこく堂(第2回)
- 松居一代
- ナレーション：中村啓子

## 放送日時
| 1                                        | 2008年12月18日21:40 - 23:28 | 13.1% |
| 2                                        | 2010年4月1日21:00 - 22:48   | 9.2%  |
| 視聴率は関東地区・ビデオリサーチ社調べ。 |                             |       |

## スタッフ

### 第2回時点
- ナレーション：中村啓子／岩見聖次、村田秀亮（とろサーモン）
- 構成：堀江利幸、清松勝彦、西田伸昌、竹村武司
- TP：田熊克二
- TD／SW：竹内弘佳
- CAM：若林茂人
- AUD：光家郁夫
- VE：田中昭博
- 照明：安藤雄郎
- 技術協力：八峯テレビ、FLT、アンサーズ、HIBINO、Vision
- 美術制作：内藤佳奈子
- 美術デザイン：野口陽介
- 美術進行：小山千香子
- 大道具製作：中山寛之
- 大道具操作：杉山龍男
- 電飾：日下信二
- アクリル装飾：石橋誉礼
- 植木装飾：荒川直史
- 特殊効果：浅田雅美
- メイク：吉田みわ
- マルチ：前島亮二
- 美術協力：フジアール
- スチル：株本和美
- CG：小倉ヨシヒロ
- 編集：前野勝義
- MA：天谷馬直男
- 音効：森山顕仁
- TK：木下渚
- リサーチ：フォーミュレーション、フリード
- 宣伝：金井塚悦子・折原加奈（ytv）
- デスク：山崎舞子（ytv）
- AP：池田桂子、和田敬子
- ディレクター：北山孝、高橋寛之、藤原将人、太田実、森健宣
- 総合演出：山谷和隆
- プロデューサー：前西和成（ytv）、山地孝英、橋本孔一
- チーフプロデューサー：梅田尚哉（ytv）
- 制作協力：G-yama
- 制作著作：読売テレビ

### 過去のスタッフ
- プロデューサー：中村元信（ytv）